# マーク・マクモリス
マーク・マクモリス（Mark McMorris、1993年12月9日 - ）は、カナダの男性のスノーボード選手である。
2014年ソチ、2018年平昌、2022年北京オリンピック男子スロープスタイル銅メダリスト。マクモリスの代名詞のエアにフロントサイドトリプルコーク1440がある。
スロープスタイル、ビッグエアでは圧倒的な成績を誇る。

## 来歴
サスカチュワン州生まれ、父Don McMorrisは地元の州議会議員で母Cindy McMorrisは看護師をしている、兄は同じスノーボード選手のCraig McMorris。Dr. Martin LeBoldus High School出身。
スノーボードを始める以前はウェイクボードをやっていた。
2007年から本格的に始め、2009-2010年シーズンの地元のスノーボード・ワールドカップカルガリー大会でいきなり優勝。
2011年、X Gamesでは初出場のスロープスタイルで2位に入り、Air & Styleのインスブルック大会では優勝を果たす。
その他ニュージーランドオープン等で優勝し、全米オープンでも2位となり一躍スロープスタイル、ビッグエアでのトップ選手となる。
2012年、X Gamesでショーン・ホワイト、ロス・パワーズらに次ぐ史上4人目の2種目制覇を達成。
2013年のスノーボード世界選手権では2位に入った他、X Gamesではスロープスタイルで2連覇、ビッグエアでも2位となり、続く全米オープンでは初優勝を成し遂げる。
2014年、X Gamesのスロープスタイルにおいて2位で迎えた3本目、逆転を狙ったが失敗しジブアイテムで脇腹を強打、肋骨を部分骨折し、五輪出場が危ぶまれた。
しかし、肋骨にヒビが入ったままソチ五輪に強行出場。見事銅メダルを獲得した。
その後全米オープンにも出場、男子スロープスタイルでは大会史上初の2連覇を成し遂げた。
2015年、X Gamesにおいてショーン・ホワイトに次ぐ史上2人目の2度目の2種目制覇を達成。
3連覇を狙った全米オープンでも決勝1本目ではバックサイドトリプルコーク1440を完璧に決めて首位に立つと、2本目ではフロントサイドトリプルコーク1440からバックサイドトリプルコーク1440のコンビネーションを決めて自身の1本目の得点を上回り首位をキープした。
しかし、角野友基がバックサイドトリプルコーク1620からスイッチバックサイドトリプルコーク1620を連発するという離れ業をスロープスタイル史上初めて成功させ、逆転された。
再度逆転を狙った3本目は失敗し、最終順位は2位に終わり3連覇はならなかった。
2015/16年シーズンは12月のAir & Styleの北京大会では2位、Dew Tourで1位、LAAXオープンで1位、X Gamesのビッグエアで2位、スロープスタイルで1位と順調に来ていたが2月のAir & Styleのロサンゼルス大会では2日目のラウンド2で大転倒をしそのまま担架で運ばれ以降競技は棄権した。その後の検査で大腿骨を骨折していることが分かり手術をした。

## 主な戦績
- 2011年 Winter X Games  SS 2位
- 2011年 Winter X Games  BA 4位
- 2012年 Winter X Games  BA 優勝
- 2012年 Winter X Games  SS 優勝
- 2013年 Winter X Games  SS 優勝
- 2013年 Winter X Games  BA 2位
- 2014年 Winter X Games  SS 2位
- 2015年 Winter X Games  SS 優勝
- 2015年 Winter X Games  BA 優勝
- 2016年 Winter X Games  BA 2位
- 2016年 Winter X Games  SS 優勝

- 2020年 Winter X Games Aspen BA 2位

- 2011年 Winter X Games Europe  SS 4位
- 2012年 Winter X Games Europe  SS 2位

- 2013年 X Games Tignes  SS 2位

- 2010年 Winter Dew Tour  SS 2位
- 2011年 Winter Dew Tour  SS 3位
- 2011年 Winter Dew Tour  SS 2位
- 2012年 Winter Dew Tour  BA 優勝
- 2012年 Winter Dew Tour  SS 優勝
- 2013年 Winter Dew Tour  SS 優勝
- 2014年 Winter Dew Tour  SS 5位
- 2015年 Winter Dew Tour  SS 優勝

- 2011年 Burton US Open  SS 2位
- 2013年 Burton US Open  SS 優勝
- 2014年 Burton US Open  SS 優勝
- 2015年 Burton US Open  SS 2位

- 2013年 Burton European Open  SS 2位
- 2015年 Burton European Open  SS 2位
- 2016年 LAAX OPEN  SS 優勝

- 2010年 The Arctic Challenge  SS 5位
- 2011年 The Arctic Challenge  SS 5位

- 2011年 Air & Style Insbruck2011  BA 優勝
- 2013年 Air & Style Insbruck2013  BA 4位
- 2015年 Air & Style Beijing BA 2位

- 2010年 Billabong Ante Up  BA 3位
- 2010年 FIS World Cup(CAD)  SS 優勝
- 2011年 TOYOTA BIG AIR  BA 3位
- 2011年 Burton New Zealand Open  SS 優勝
- 2013年 FIS Snowboard World Champion Ship  SS 2位
- 2014年 ソチ五輪  SS 3位
- 2015年 Monster Shred Show 2015  SS 優勝

SS=スロープスタイル  BA=ビッグエア